# Dzwonnica św. Marka w Wenecji
Dzwonnica św. Marka (wł. Campanile di San Marco) – najwyższa budowla Wenecji, wysoka na 98,6 metrów. Wolno stojąca kampanila, będąca dzwonnicą bazyliki św. Marka, jest symbolem miasta. Zbudowana została między IX a XII wiekiem. Wielokrotnie przebudowywana, między innymi na skutek pożarów, wywołanych przez uderzenia piorunów. Katastrofalne i brzemienne w skutki okazało się zwłaszcza uderzenie pioruna w 1745 roku. Podjęte wówczas działania okazały się niewystarczające, a budowla popadała stopniowo w ruinę. 14 lipca 1902 roku zawaliła się. W latach 1903–1912 została wiernie odbudowana z zewnątrz, jednak jej konstrukcja i struktura przestrzenna powstały z wykorzystaniem nowoczesnych wówczas rozwiązań. Nazywana familiarnie przez Wenecjan „el paron de casa”, czyli „pan domu” w języku weneckim.

## Historia

### Pierwotna dzwonnica

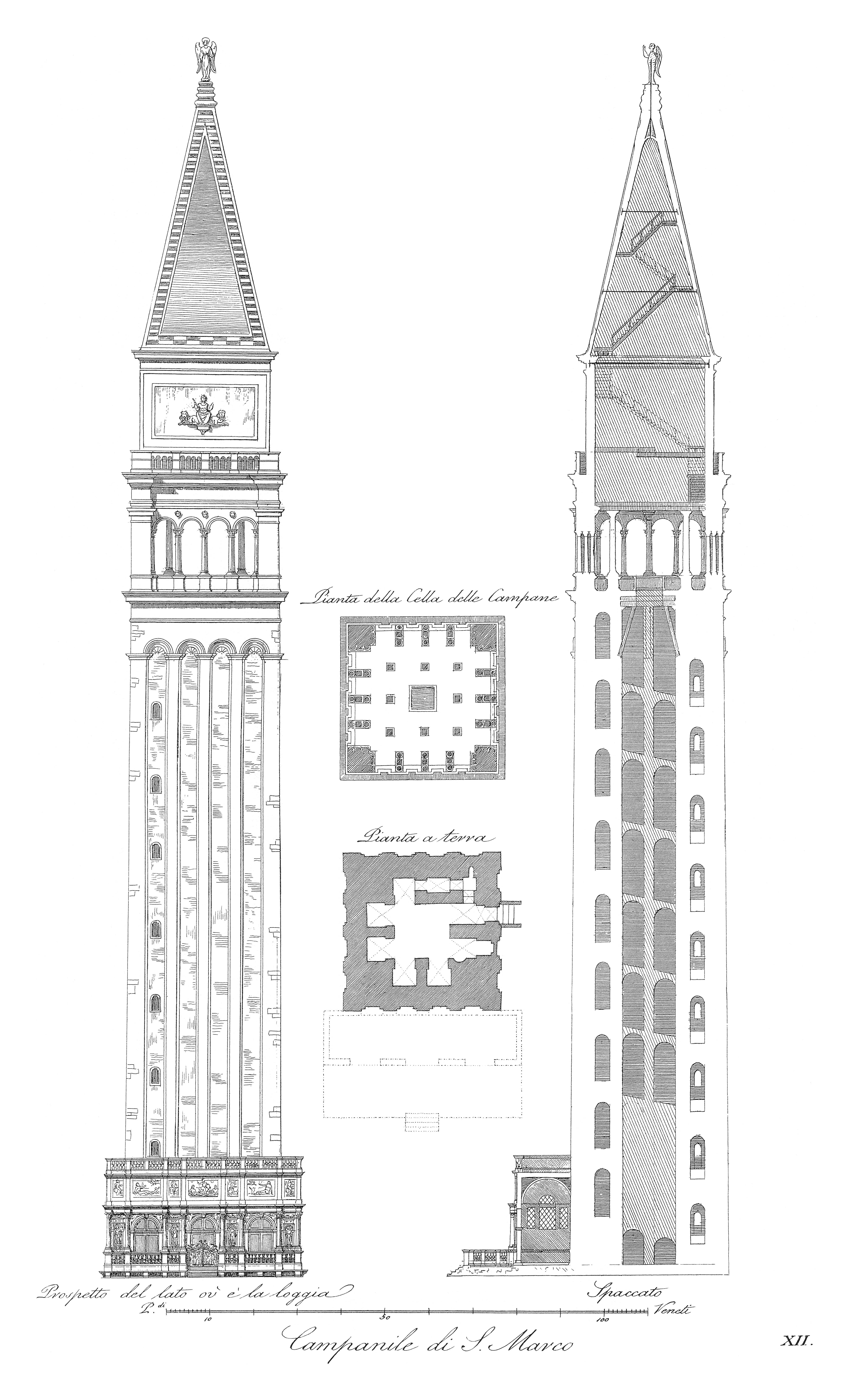
Przekrój pionowy i poziomy dzwonnicy (ilustracja Dionisia Morettiego z 1831)

Budowa wieży została rozpoczęta w IX wieku za panowania doży Pietra Tribuna, a ukończona w XII stuleciu przez dożę Vitale II Michiela. Między XII a XIV wiekiem dzwonnica była kilkakrotnie przebudowywana. Powodem do interwencji budowlanych były głównie pożary, niszczące jej drewniany szczyt, które wywoływały zwłaszcza pioruny, uderzające w latach 1383, 1388, 1401, 1403 i 1489. W 1500 roku miasto nawiedziło trzęsienie ziemi. Znaczące prace restauracyjne i modernizacyjne miały miejsce w roku 1511 i 1514. W XVI wieku do wieży dobudowano komorę dzwonną, zwieńczoną urządzeniem przypominającym ruchomą platformę, z posągiem archanioła Gabriela, służącym jako wiatrowskaz. W latach 1537–1549 Jacopo Sansovino dobudował do dzwonnicy Loggettę. W czasach Republiki Weneckiej dzwonnica pełniła rolę latarni morskiej; w nocy na jej wierzchołku rozpalano ogień. W 1609 roku Galileusz w loggi dzwonnicy zademonstrował doży i Signorii wynalezioną przez siebie lunetę. Po uderzeniu pioruna w 1745 roku wzdłuż całej wysokości dzwonnicy powstała rozległa rysa. Uszkodzenia były głębokie, a konstrukcja budowli została poważnie naruszona. W wyniku decyzji Senatu dzwonnicę obłożono cegłami wysokiej jakości, łącząc je wytrzymałą zaprawą cementową i tworząc w ten sposób murarski egzoszkielet, zdolny do podtrzymania pierwotnego muru, który zaczął się pochylać. Aby wzmocnić połączenie nowego muru ze starym, zastosowano zworniki z kamienia z Istrii. Działania te nie powstrzymały jednak procesu degradacji technicznej budowli. Pod koniec XIX wieku Pietro Saccardo, proto bazyliki św. Marka zaczął wysyłać do rządu niepokojące raporty na temat stanu technicznego dzwonnicy. Raporty te jednak zignorowano.

### Katastrofa i odbudowa

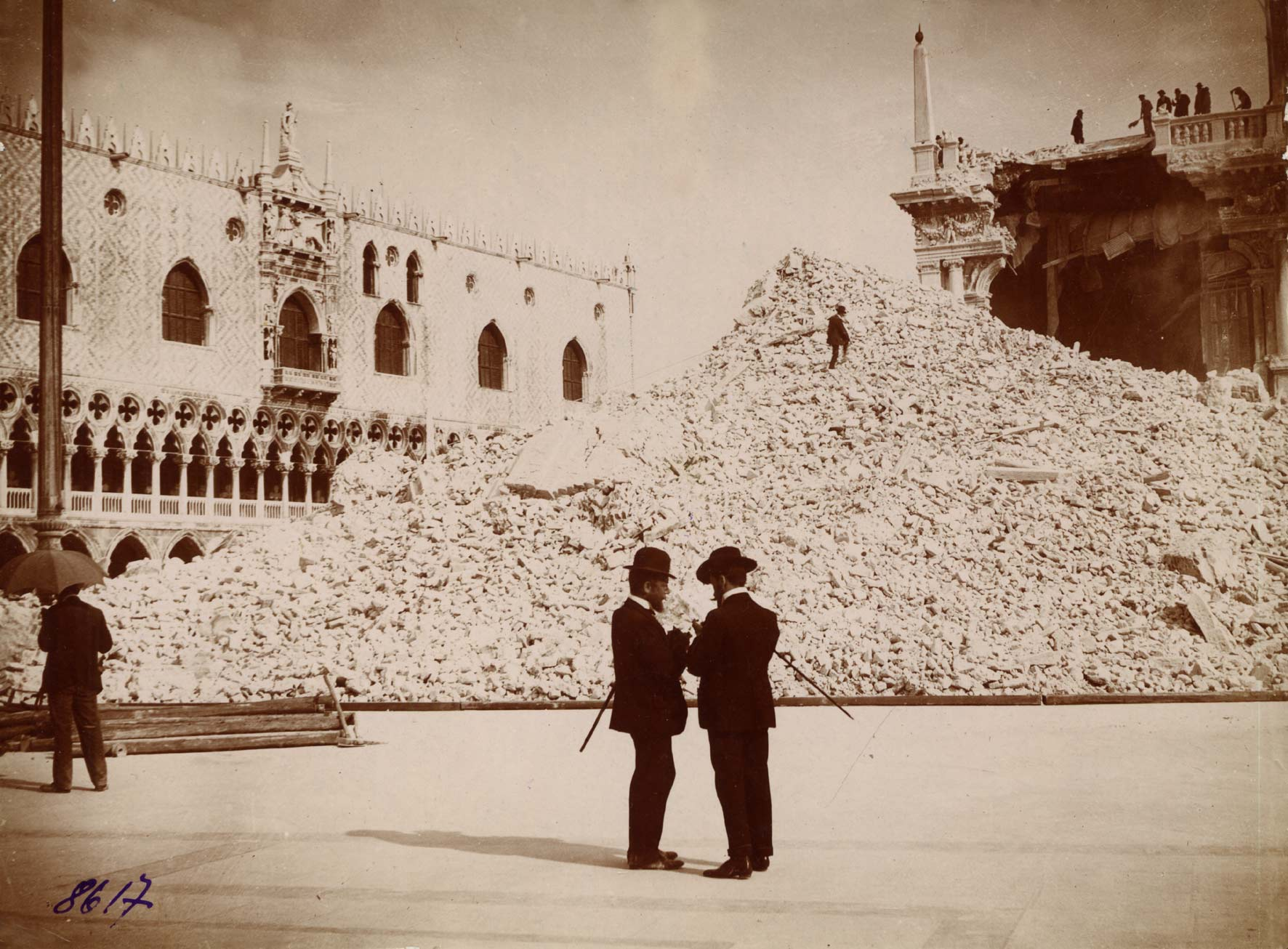
Ruiny dzwonnicy

14 lipca 1902 roku dzwonnica zawaliła się. Pozostał po niej stos gruzu, nad którym unosiła się ogromna chmura pyłu. Okazało się, że mur dzwonnicy był zbudowany z dużych, nierównych cegieł, pozyskiwanych w wyniku niszczenia antycznych zabytków. Widoczne powierzchnie ścian zostały wykonane z cegieł układanych niemal równo, ale wewnątrz cegły były rozmieszczone nieregularnie i łączone gorszymi jakościowo zaprawami. W wyniku zawalenia się dzwonnicy zasypana została Loggetta oraz bok Biblioteki Marciana, natomiast bazylika pozostała nietknięta. Ocalał tylko jeden dzwon, Trottiera. Wiadomość o katastrofie szybko rozeszła się po świecie. Administracja miejska podjęła decyzję o odbudowie dzwonnicy dokładnie w takim kształcie, jak przed zawaleniem się. Plan odbudowy sporządzili architekci Luca Beltrami i Gaetano Moretti. 25 kwietnia 1903 roku położono kamień węgielny pod odbudowę, a w 1912 roku, w święto patrona bazyliki, gotową dzwonnicę oddano do użytku. Z wykorzystaniem odnalezionych fragmentów starannie zrekonstruowano również Loggettę. Nowe dzwony ufundował papież Pius X, wcześniej patriarcha Wenecji.

## Architektura
Wieża jest zbudowana z cegły, w stylu romańskim, na planie kwadratu o boku 12 metrów. Jest wysoka na 49,5 metra i ozdobiona lizenami. Nad nią wznosi się górna loggia, zbudowana w stylu renesansowym z białego kamienia istriańskiego, mieszcząca dzwony. Nad nią znajduje się ceglana baza hełmu, udekorowana lwami św. Marka i symbolem sprawiedliwości. Hełm w kształcie piramidy zwieńczony został pozłacanym posągiem archanioła Gabriela. Na szczycie dzwonnicy, na który można wejść pieszo lub wjechać windą, znajduje się punkt widokowy na miasto, lagunę i otwarte morze.
Forma wieży była kopiowana w innych miejscach.

## Dzwony
Na dzwonnicy znajduje się 5 dzwonów, z których każdy swoim dźwiękiem zwiastował jakieś wydarzenie:
- La Marangona (lub Campanon) – największy dzwon, jego dźwięk oznaczał początek dnia roboczego cieśli w Arsenale, zwanych marangoni. Oznaczał poza tym pierwsze wezwanie na posiedzenie członków Maggior Consiglio (Wielkiej Rady, głównego organu zarządzającego miastem). Ma tonację a[4].
- Nona (lub Mezzana) – dzwoniący, tak w przeszłości jak i obecnie, w południe. Ma tonację h[4].
- Trottiera – wzywający na posiedzenie Maggior Consiglio patrycjuszy weneckich jadących konno, kłusem (wł. trotto). Ma tonację c[4].
- Pregadi (lub Mezza terza) – wzywający senatorów (zwanych pregadi) na posiedzenia, a wiernych na uroczystości religijne. Ma tonację d[4].
- Renghiera (lub campana del Maleficio albo  dei Giustiziati) – najmniejszy z dzwonów, oznaczający rozpoczęcie egzekucji. Ma tonację e[4].

Do 1722 roku istniał jeszcze szósty dzwon (który wówczas spadł i rozbił się) zwany campanone di Candia, który bił razem z innymi dzwonami.
Z okazji wielkich wydarzeń wszystkie dzwony dzwonią razem.

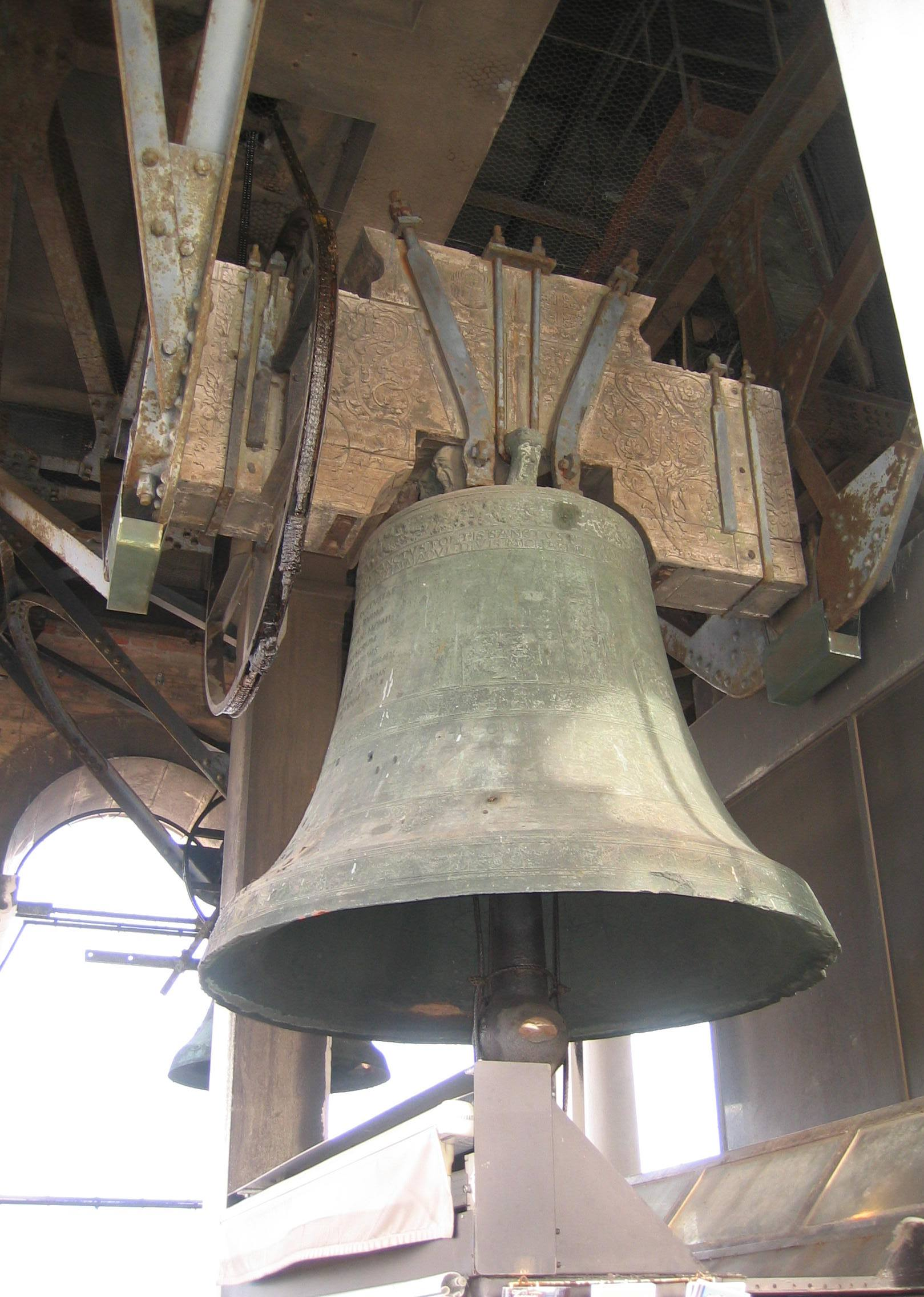
Marangona
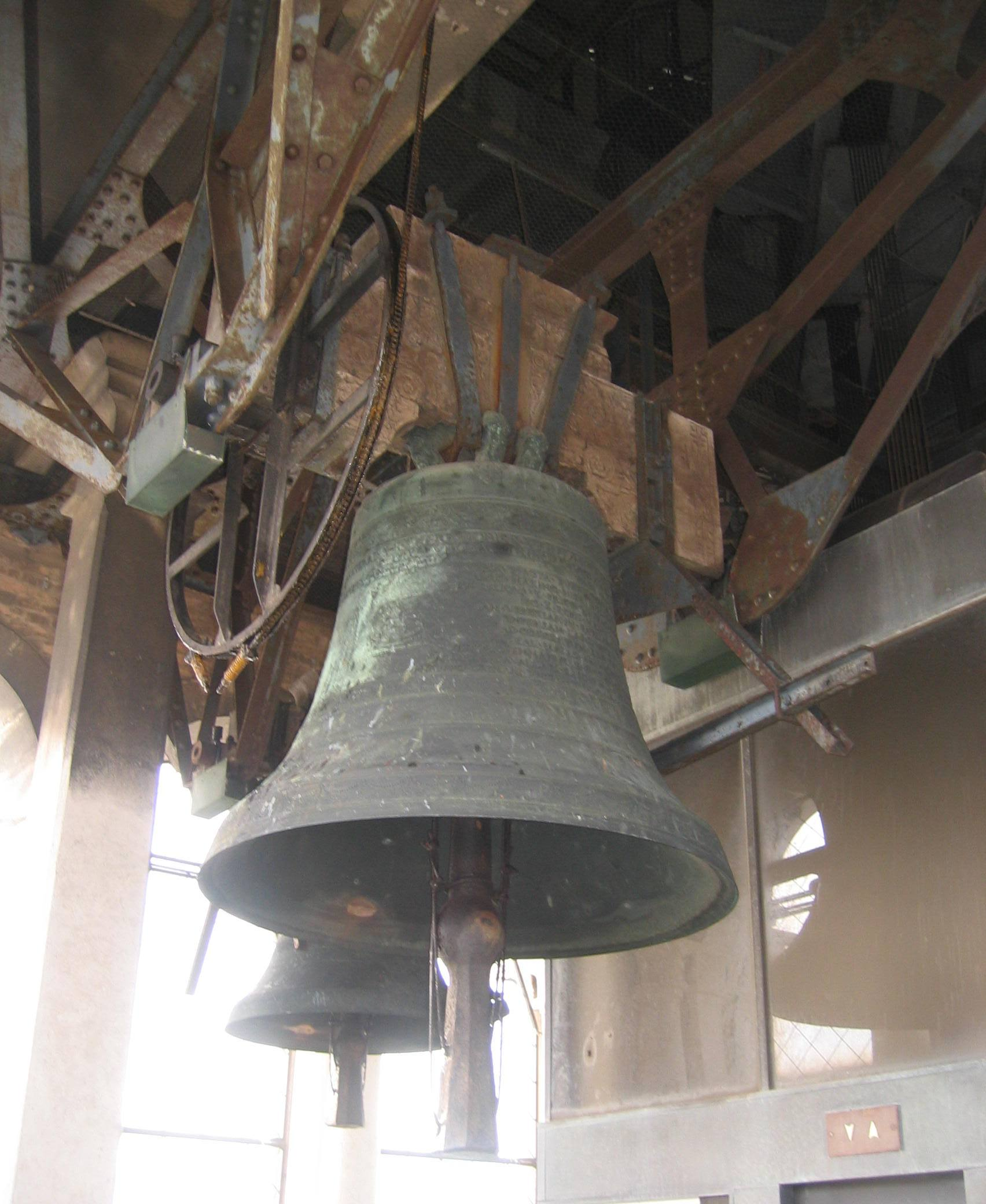
Nona
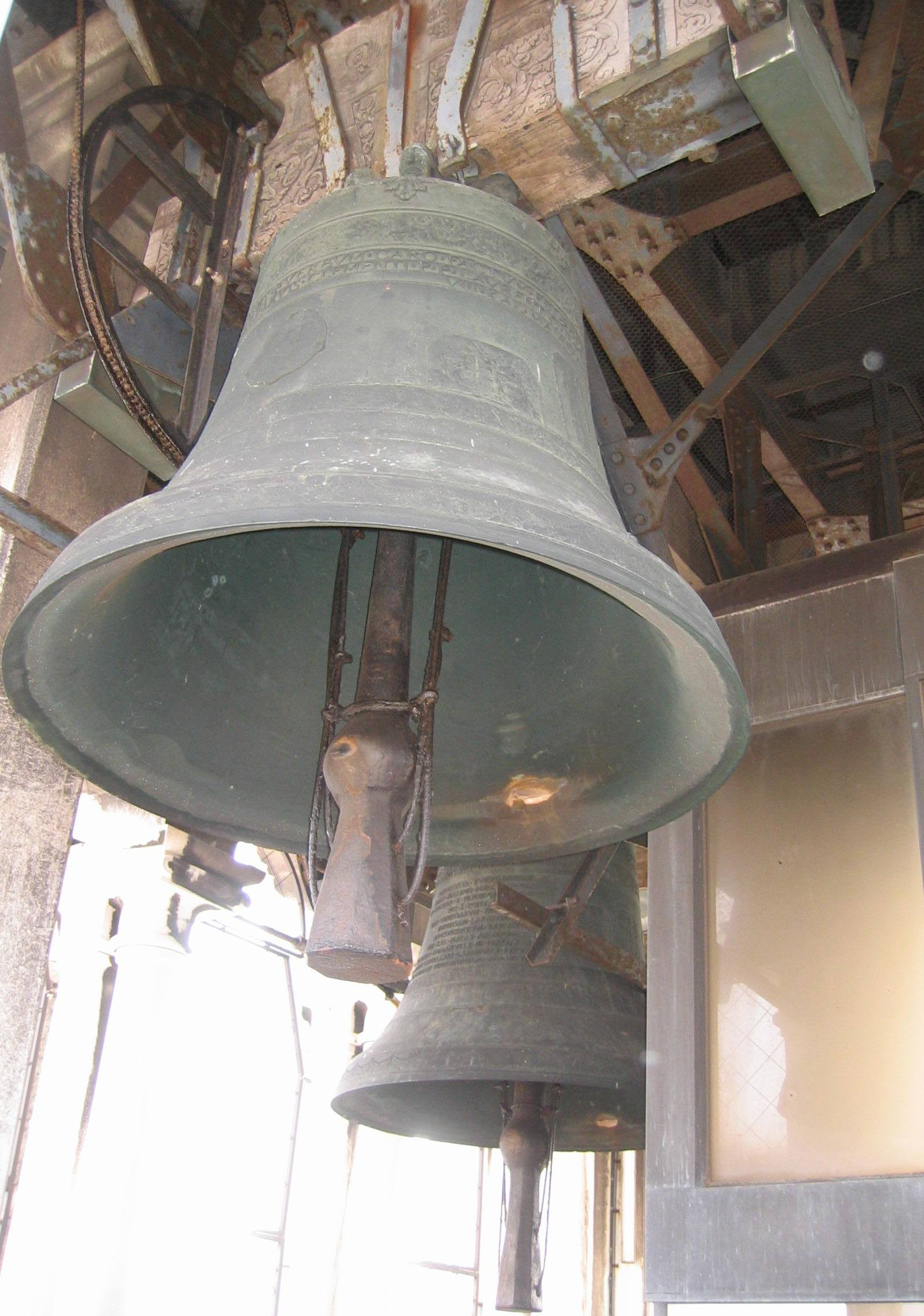
Trottiera
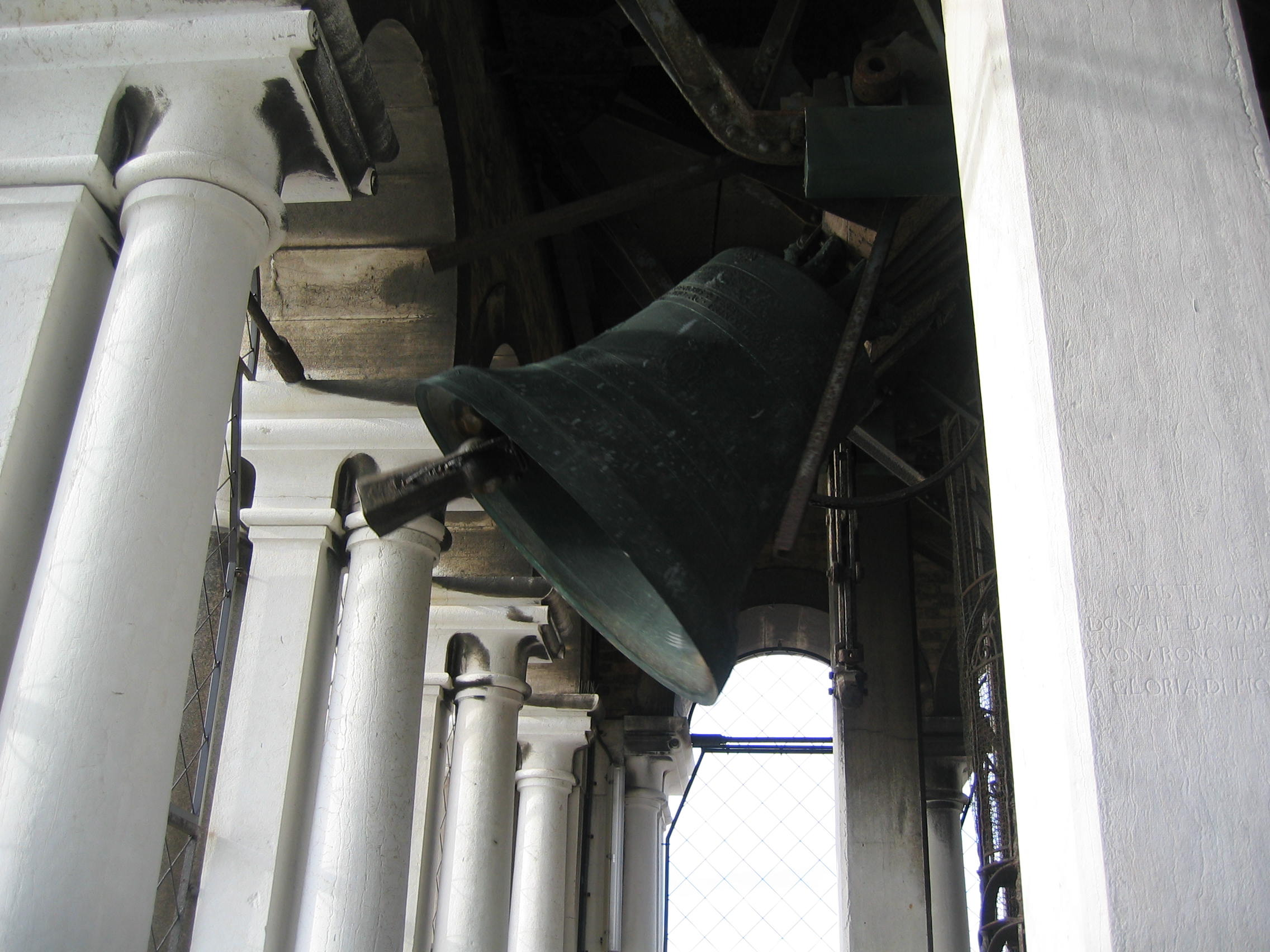
Pregadi